# Leonardo Scarselli

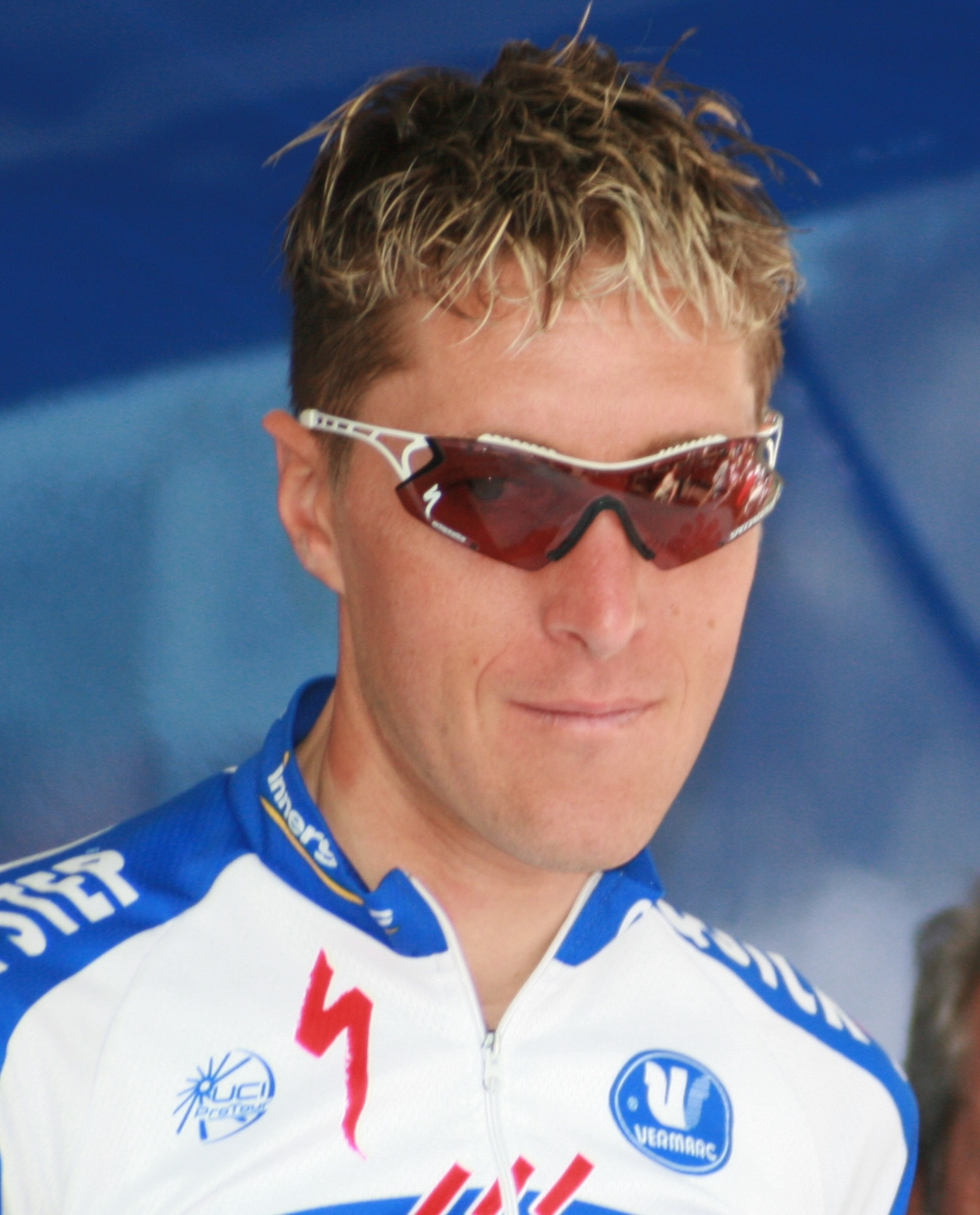
Leonardo Scarselli

Leonardo Scarselli (* 29. April 1975 in Florenz) ist ein ehemaliger italienischer Radrennfahrer.

## Sportliche Karriere
Leonardo Scarselli begann seine Karriere im Jahr 2000 bei dem kolumbianischen Radsportteam Selle Italia. 2002 gewann er zwei Etappen bei der Senegal-Rundfahrt, im Jahr darauf die Gesamtwertung dieser Rundfahrt. Siebenmal startete er beim Giro d’Italia, kam er niemals unter die ersten Hundert der Gesamtwertung.
Ende der Saison 2010 beendete er seine Karriere als aktiver Berufsradfahrer.

## Erfolge
2002
- zwei Etappen Senegal-Rundfahrt

2003
- Gesamtwertung Senegal-Rundfahrt

2009
- Mannschaftszeitfahren Settimana Internazionale

## Teams
- 2000 Aguardiente Néctar-Selle Italia
- 2001 Selle Italia-Pacific
- 2002–2005 Colombia-Selle Italia
- 2006–2007 Quick Step-Innergetic
- 2008 Quick Step
- 2009–2010 ISD-Neri